# Parafia św. Franciszka z Asyżu w Chorzowie Klimzowcu
Parafia św. Franciszka z Asyżu w Chorzowie Klimzowcu – parafia rzymskokatolickia w Klimzowcu, dzielnicy Chorzowa.
Opiekę duszpasterską sprawują franciszkanie z Prowincji Wniebowzięcia NMP z siedzibą w Katowicach Panewnikach.
Jest jedną z dziewięciu parafii dekanatu chorzowskiego archidiecezji katowickiej. Większa część parafii to Osiedle Ryszki w Chorzowie.

## Początki parafii i powstanie pierwszego kościoła
Początki franciszkańskiej placówki duszpasterskiej sięgają 1934. Ówczesny proboszcz Parafii św. Jadwigi w Chorzowie ks. Jan Gajda poprosił prowincjała franciszkanów z Panewnik o przysłanie do Klimzowca kapłana, który miał się zająć organizacją przyszłej parafii. Prowincjał o. Augustyn Gabor skierował do Chorzowa o. Wojciecha Kaczmarczyka, który stawił się na probostwie kościoła św. Jadwigi 2 lipca 1934. Władze miasta oddały do dyspozycji duchownych budynek byłego posterunku policji przy ul. Szkolnej 1 (obecnie Franciszkańska). Jeszcze jesienią tego samego roku rozpoczęto budowę drewnianego tymczasowego kościoła.
Nie znamy nazwiska autora projektu. Bryła powstającej świątyni miała nawiązywać w swym zewnętrznym wyglądzie do Bazyliki Panewnickiej. Budowa miała być finansowana ze sprzedaży cegiełek.
Kościół poświęcił ks. Jan Gajda 2 czerwca 1935. Początkowo księgi parafialne prowadzone były w urzędzie parafialnym przy kościele św. Jadwigi. Pod koniec 1937 poświęcono organy zbudowane przez Władysława Kaczmarka z Obrzycka Wielkopolskiego. Instrument ten używany jest do dziś w nowym kościele.
Przed wybuchem II wojny światowej na Górnym Śląsku sławną stała się działalność patriotyczna franciszkanów z Klimzowca: o. Wojciecha Kaczmarczyka, o. Paschalisa Pawełczyka i o. Władysława Gawlika. Ich spory z władzami prowincjalnymi i sytuacja kanoniczna, której konsekwencją stały się zmiany w składzie personalnym placówki, żywo komentowane były na łamach lokalnej prasy: „Śląskiego Kuriera Porannego”, „Polski Zachodniej” oraz „Gościa Niedzielnego”. W tym okresie odwiedzał Klimzowiec przyszły Sługa Boży o. Euzebiusz Huchracki.
Rocznik Diecezji Śląskiej z 1938 podaje liczbę parafian klimzowieckiej placówki duszpasterskiej: 3550. Samodzielna parafia została utworzona w 1942. Mieszkańcy parafii klimzowieckiej do 1852 należeli do parafii w Bytomiu, następnie do 1889 do Parafii św. Barbary w Chorzowie, zaś do roku 1941 do parafii św. Jadwigi w Chorzowie.
W latach 1939–1945 nic nie zakłócało pracy duszpasterskiej. Leżąca na uboczu placówka zakonna nie zwracała większej uwagi niemieckiego okupanta. W pomieszczeniach klasztornych ukrywano pewną liczbę polskich książek, pochodzących z Czytelni Ludowej w Królewskiej Hucie, Związku Rezerwistów z Chorzowa, Komitetu Czytelń Ludowych w Bytomiu, Tarnowskich Górach i Królewskiej Hucie. Przez jakiś czas w klasztorze ukrywali się polscy działacze z terenu Górnego Śląska. Opiekę nad nimi roztoczył o. prezes Bernardyn Grzyśka.

## Nowy kościół
Po II wojnie światowej znacznie wzrosła liczba parafian. Przyczyniła się do tego rozbudowa katowickiego Osiedla Tysiąclecia na wschodnich terenach chorzowskiej dzielnicy Klimzowiec. Franciszkańska parafia obejmowała swym zasięgiem tzw. Tysiąclecie Górne. Wizytujący parafię w 1962 ordynariusz katowicki bp Herbert Bednorz zachęcił do starań o wybudowanie większego kościoła murowanego. Były to jednak czasy komunistyczne i nastąpiły trudności z uzyskaniem pozwolenia na budowę nowego kościoła.
Władze państwowe wyraziły zgodę na budowę kościoła i klasztoru pod koniec 1980. W 1981 położono fundamenty pod klasztor. Kamień węgielny został wmurowany i poświęcony 11 maja 1982 przez generała zakonu franciszkańskiego Johna Vaughna. Kościół i klasztor zaprojektowali inżynierowie Krystian Lasek i Bogdan Skurowski. Budowę nadzorowali Alfred Czernecki i Ryszard Hyla. Kościół został poświęcony 3 października 1990 przez biskupa Damiana Zimonia. Ten sam biskup wydał dekret potwierdzający istnienie parafii 11 lutego 1992.

## Klasztor franciszkanów
Pełnoprawny dom zakonny w Chorzowie Klimzowcu erygowano w 1986. W klasztorze mieścił się w latach 1991–2003 dom formacyjny – postulat Franciszkańskiej Prowincji Wniebowzięcia NMP. Obecnie przy klasztorze istnieje Franciszkańskie Centrum Młodzieżowo-Powołaniowe „Trzej Towarzysze” zajmujące się towarzyszeniem młodzieży na drodze wiary i rozeznania powołania oraz formacją animatorów i wychowawców.

### Przełożeni klasztoru

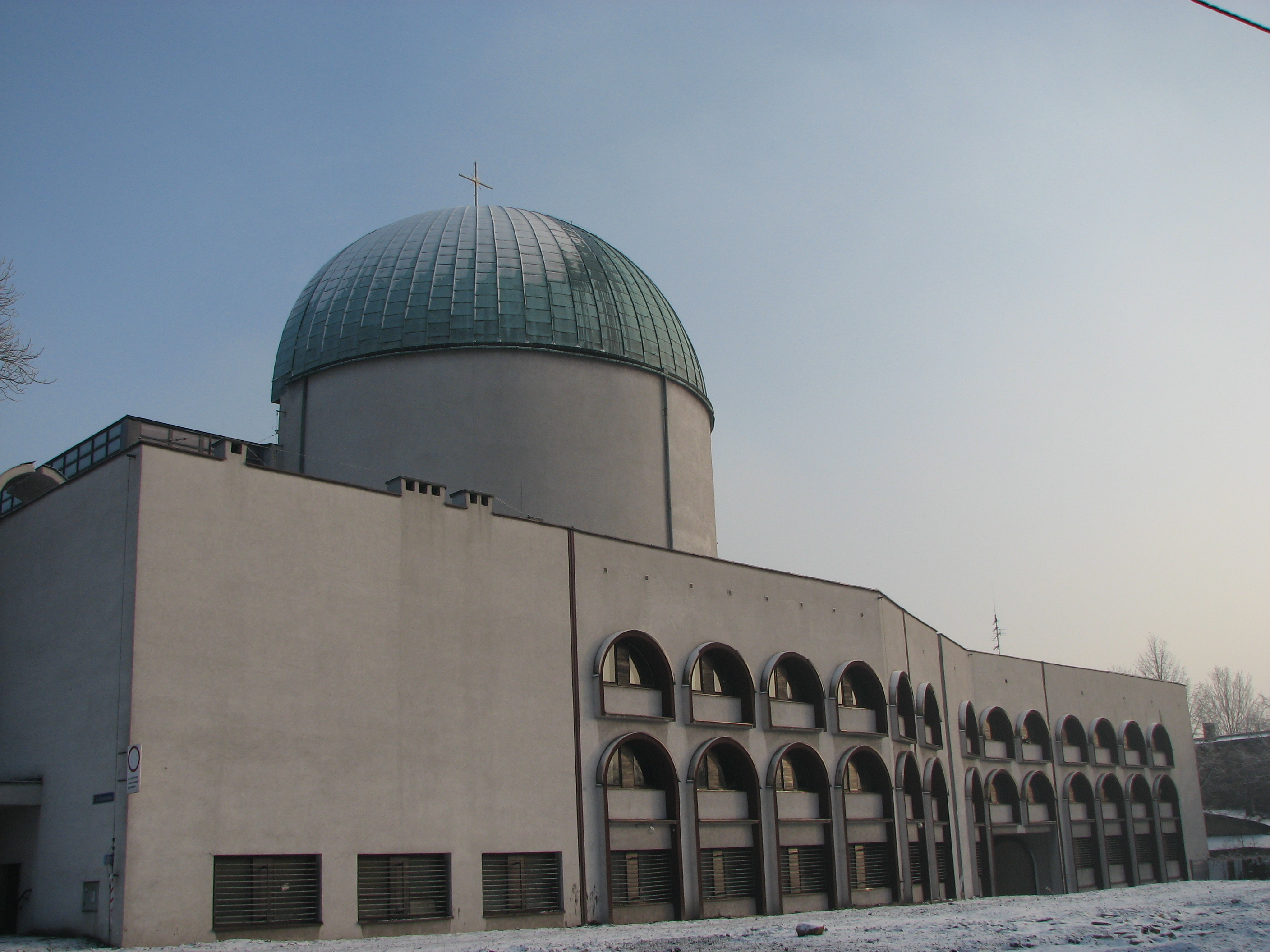
Klimzowiecki klasztor od strony południowej

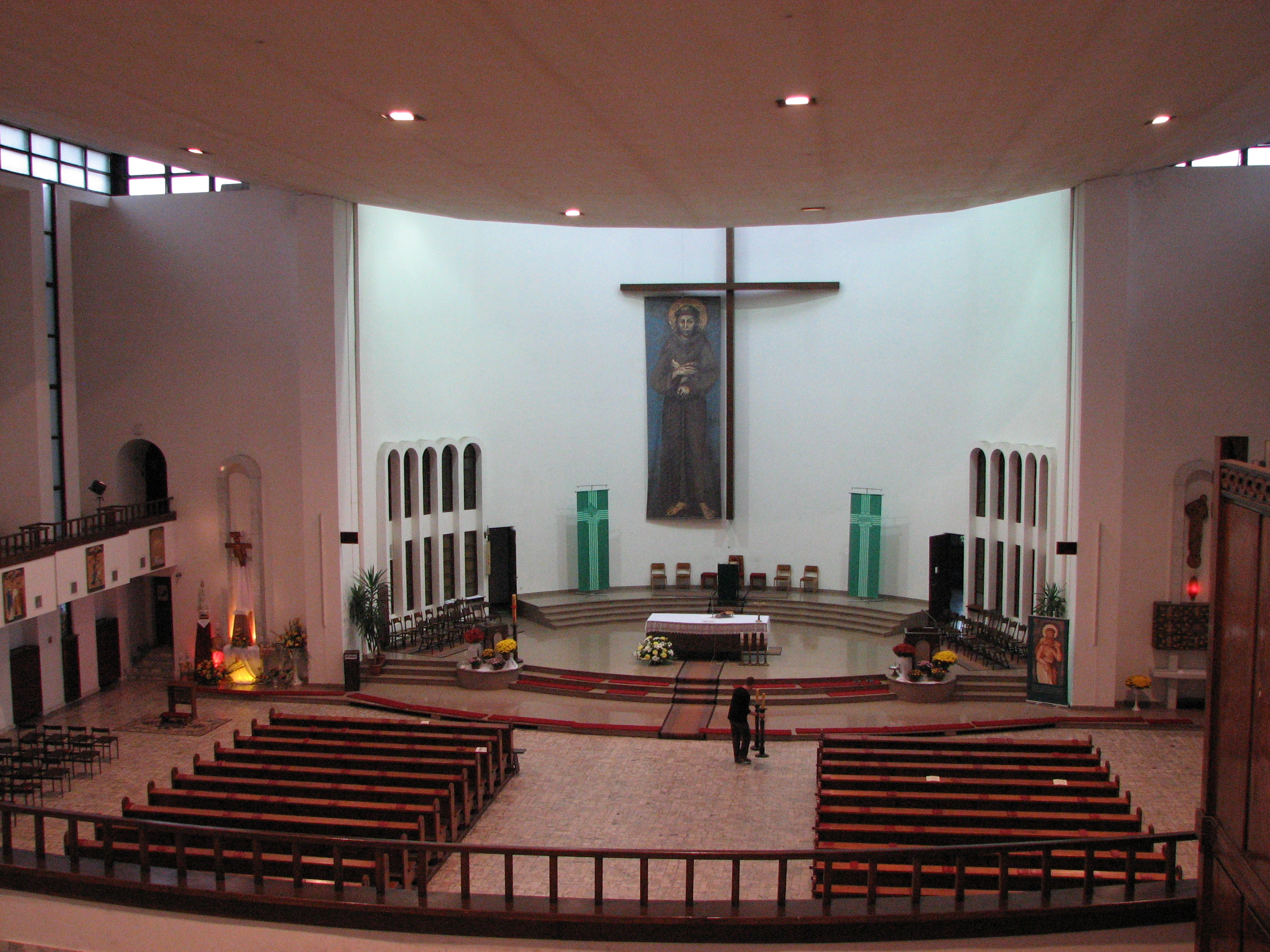
Wnętrze kościoła klasztornego

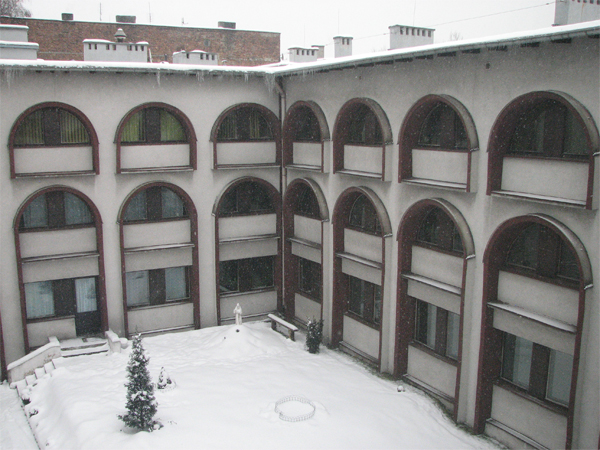
Dziedziniec konwentu

Już od roku 1935 odnotowuje się istnienie pierwszej wspólnoty, która miała swojego przełożonego nazywanego prezesem. Dopiero po roku 1986 przełożeni klasztoru w Chorzowie są pełnoprawnymi gwardianami:
- o. Wojciech Kaczmarczyk – prezes (1935–1938)
- o. Bernardyn Grzyśka – prezes (1938–1948)
- o. Stefan Hawlicki – prezes (1948)
- o. Albert Otto – prezes (1948–1949)
- o. Rajmund Mika – prezes (1949–1956)
- o. Stefan Hawlicki – prezes (1956)
- o. Maurycy Kozłowski – prezes (1957–1965)
- o. Klemens Dwornik – prezes (1965–1968)
- o. Tadeusz Goj – prezes (1968–1974)
- o. Hubert Danecki – prezes (1974–1980)
- o. Ambroży Szajda – prezes (1980–1986)
- o. Tarsycjusz Waszecki – gwardian (1986–1991)
- o. Rafał Kogut – gwardian (1991–1995)
- o. Andrzej Trzęsicki – gwardian (1995–2001)
- o. Emanuel Ligocki – gwardian (2001–2004)
- o. Sergiusz Bałdyga – gwardian (2004–2009)
- o. Emanuel Ligocki – gwardian (2009–2016)
- o. Oktawiusz Lamorski – gwardian (2016-2019)
- o. Dymitr Żeglin - (od 2019)

### Proboszczowie Parafii św. Franciszka w Chorzowie
Opiekę nad parafią sprawowali kapłani franciszkańscy nie posiadający początkowo tytułu proboszcza:
- o. Bernardyn Grzyśka – administrator (1942–1948)
- o. Albert Otto – substyt (1948–1949)
- o. Rajmund Mika – kuratus (1949–1959)
- o. Serafin Niedbała – kuratus (1959–1965)
- o. Tadeusz Goj – administrator (1965–1977)
- o. Antoni Goehlman – proboszcz, budowniczy kościoła (1977–1989)
- o. Apoloniusz Kida – administrator (1989–1990)
- o. Bonawentura Krzemień – proboszcz (1990–1998)
- o. Emanuel Ligocki – proboszcz (1998–2016)
- o. Oktawiusz Lamorski – proboszcz (2016–2019)
- o. Jan Bosko Wojas – proboszcz (od 2019)

## Grupy parafialne
Przy klimzowieckiej parafii działają następujące grupy duszpasterstwa parafialnego:
Franciszkański Zakon Świeckich, Żywy Różaniec, Oaza, Franciszkański Ruch Apostolski, Służba liturgiczna, Dzieci Maryi, Ruch Fokolari, Droga Neokatechumenalna, 20+, schola dziecięca, Młodzieżowy Chór Kameralny „Beatitudo”, redakcja biuletynu parafialnego „Franciszek”.

## Ulice należące do parafii
Do Parafii pw. św. Franciszka w Chorzowie należą następujące ulice: Św. Anny, Św. Barbary, Dębowa, Działkowa 1-11, Franciszkańska, Ks. Jana Gałeczki 36-74 oraz 41-93, Głowackiego, Górnicza, Hajducka 80-104, Klimzy, Kręta, Łąkowa, Młyńska, Racławicka 31-41, Ryszki Józefa, Sportowa, Szczecińska, Średnia, Wiosenna, Wiśniowa, Al. Wojska Polskiego, Zapłocie, Zgrzebnioka Alfonsa oraz Zielona.